# Zombie detective
Zombie Detective (en hangul, 좀비탐정) es una serie surcoreana transmitida del 21 de septiembre de 2020 al 27 de octubre del mismo año por medio de la KBS2.

## Sinopsis
Un apuesto zombi resucita tras ser asesinado y enterrado en una montaña. Sin recuerdos de su pasado se esfuerza y entrena para convivir entre los humanos, reprimiendo sus instintos. Durante su segundo año de resurrección asume la identidad del detective Kim Moo-young. Seon Ji, solía ser la guionista de un programa de televisión quien siempre se mete en problemas por su dedicación. Se une a la agencia de Moo-young como asistente, pero pronto descubre que él es un zombi. Mientras lo ayuda a recuperar sus recuerdos, se da cuenta de que está relacionado con uno de los casos que presentó en su programa.

## Reparto

### Personajes principales
- Choi Jin-hyuk como Kim Moo-young[4][5]
- Park Ju-hyun como Gong Sun-ji.
- Kwon Hwa-woon como el detective Cha Do-hyun, un detective de homicidios y el amigo de Sun-ji.

### Personajes secundarios
- Ahn Se-ha como Lee Tae-gyun, el cuñado de Sun-ji.
- Hwang Bo-ra como Gong Sun-young, la hermana mayor Sun-ji.
- Park Sang-myun como Lee Gwang-shik.

### Otros personajes
- Lee Ga-sub como Oh Hyung-chul (Ep. 2, 13, 14)
- Ha Do-kwon como No Poong-sik.
- Bae Yoo-ram como el director de producción.[6]
- Lee Joon-ok como Wang Wey.

### Apariciones especiales
- Yoo Jae-suk como actor de carteles de películas de zombis (Ep. 1)
- Kim Yo-han como el joven modelo de la crema para la piel (Ep. 1)

## Episodios
La serie estuvo conformada por doce episodios, los cuales fueron emitidos todos los lunes y martes.

## Premios y nominaciones
| Año  | Premio                        | Categoría        | Nominado     | Resultado | Ref.  |
| ---- | ----------------------------- | ---------------- | ------------ | --------- | ----- |
| 2020 | 7th APAN Star Awards          | Best New Actress | Park Ju-hyun | Nominada  |       |
| 2020 | 2020 KBS Entertainment Awards | Best Challenge   | -            | Ganadora  | [ 7 ] |

## Producción
Fue dirigida por Shim Jae-hyun, y el guion estuvo en manos de Baek Eun-jin.
Mientras que la producción estuvo a cargo de Park Ji-young, quien contó con el apoyo del productor ejecutivo Kim Dong-rae.
La serie contó con el apoyo de las compañías de producción KBS Drama Production y RaemongRaein.